# 수소충전소

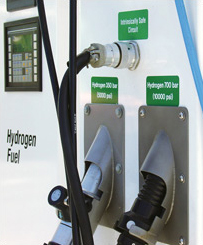
Hydrogen fueling nozzle

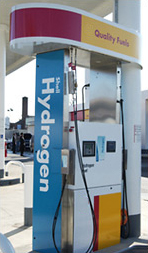
Hydrogen station pump

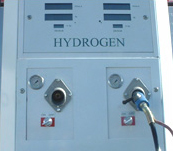
Hydrogen fueling pump

수소충전소는 수소 자동차에 수소를 재보충하는 곳이다.

## 종류 및 구성

### 수소충전소 종류
수소충전소는 수소 수급 방식 (자체 수소 생산 여부)에 따라 아래와 같이 분류된다.
- Off-site 방식 : 공장에서 생산된 수소를 파이프라인과 튜브트레일러로 수소공급
- On-site 방식 : 충전소 내에서 개질(추출)과 수전해 등 통해 수소 생산

현재 국내에 구축된 수소충전소는 대부분 튜브트레일러 방식이다.
| Off-site 수소 충전소 외부에서 수소 공급  | 파이프라인 공급방식    | 10 bar      | 10bar        | 10 > 900 bar   | 900 bar           | 900 > 700 bar     | 700 bar    |               |            |
| Off-site 수소 충전소 외부에서 수소 공급  | 파이프라인 공급방식    | 수소 생산 > | 파이프라인 > | 압축기 >       | 고압용기 >        | 디스펜서 >        | 수소전기차 |               |            |
| Off-site 수소 충전소 외부에서 수소 공급  | 튜브트레일러 공급 방식 | 10 bar      | 10 > 200 bar | 200 bar        | 200 bar           | 200> 900 bar      | 900 bar    | 900 > 700 bar | 700 bar    |
| Off-site 수소 충전소 외부에서 수소 공급  | 튜브트레일러 공급 방식 | 수소 생산 > | 압축기 >     | 튜브트레일러 > | 카트리지 >        | 압축기 >          | 고압용기 > | 디스펜서 >    | 수소전기차 |
| On-site 수소 충전소 자체적으로 수소 생산 | 천연가스 개질(추출)    |             | 10 bar       | 10 > 900 bar   | 900 bar           | 900 bar > 700 bar | 700 bar    |               |            |
| On-site 수소 충전소 자체적으로 수소 생산 | 천연가스 개질(추출)    | 도시가스 >  | 수소 생산 >  | 압축기 >       | 고압용기 >        | 디스펜서 >        | 수소전기차 |               |            |
| On-site 수소 충전소 자체적으로 수소 생산 | 수전해                 | 10 bar      | 10 > 900 bar | 900 bar        | 900 bar > 700 bar | 700 bar           |            |               |            |
| On-site 수소 충전소 자체적으로 수소 생산 | 수전해                 | 수소 생산 > | 압축기 >     | 고압용기 >     | 디스펜서 >        | 수소전기차        |            |               |            |

### 수소충전소의 구성 및 충전 과정
튜브트레일러 방식 수소충전소를 기준으로 볼 때 수소충전소는 CNG 충전소, 압축기, 저장용기, 냉동기, 칠러, 충전기 등으로 구성되어 있다. CNG충전소와는 충전 과정에서 발생하는 수소의 온도 상승을 방지 위한 냉각설비가 추가된 점이 다르다.
| 1단계        | 2단계       | 3단계                    | 4단계        | 4단계            |
| ------------ | ----------- | ------------------------ | ------------ | ---------------- |
| 수소 공급 >  | 수소 압축 > | 수소 저장 >              | 냉각         | 충전             |
| 튜브트레일러 | 압축기      | 고압/중압 수소 저장 용기 | 냉동기, 칠러 | 디스펜서(충전기) |

- H 스테이션

현대자동차가 구축한 수소충전소로 총 9개의 충전소가 있다
- H 무빙 스테이션

국내 최초 이동형 수소충전소. 현재 광진구에 위치하고 있고 넥쏘 기준 50대를 충전할 수 있다.

## 안정성

### 수소충전소의 안정성
수소충전소에 적용되는 주요 설비의 부품은 국내·외 인증을 받은 것을 사용한다. 각 국가별 설치 기준에 따라 수소가스 검지기, 불꽃(화염) 검지기, 온도/압력센서 및 인터록(Interlock) 안전장치를 충전소에 적용하고 있으며 이를 통해 수소충전소의 안전을 확보하고 있다.
국내 수소충전소 설치는 고압가스안전관리법에 따라 한국가스안전공사의 안전검사를 받고 관할 행정관청의 승인을 받아 설치되고 있으며 안전관리기준은 일본과 유사한 수준이다.
전세계 충전소는 현재 약 370기 운영 중인데, 프랑스의 경우 에펠탑 인근에 수소충전소가 설치돼 있고 일본도 도쿄타워 옆과 건물 밀집지역에 위치해 있는 등 충전소의 안전성은 우려할 수준이 아니다.
가스 누출 및 화재 사고 사례(2012년,캘리포니아)가 있었지만, 대형 폭발은 없었으며 부적절한 소재의 밸브가 장착되어 가스 누출이 발생한 것이 원인으로 추정된다.  현재 국내·외 인증된 부품을 사용하기에 동일한 사고가 발생할 가능성은 거의 없다.

## 수소충전소 보급 적정량
LPG 충전소 사례를 참고하면 LPG차량이 200만대 보급되었을 경우 충전소는 2천여개소 설치되었다(1,037대/개소). 수소전기차 보급 활성화되어 290만대 정도 보급되었을 경우 수소충전소는 2천여개소 이상 있어야 할 것으로 예상된다.
| 구분        | 차량         | 충전소/주유소              | 개소당 차량  |
| ----------- | ------------ | -------------------------- | ------------ |
| LPG         | 2,019,341대  | 1,948개소("19.3월 기준)    | 1,037대/개소 |
| 휘발유/경유 | 20,963,917대 | 11,553개소 ("18.12월 기준) | 1,814대/개소 |

● 각국가별 수소충전소 보급 로드맵
| 구분(누적) | '20년                       | '22년                       | '25년                        | '30년                             |
| ---------- | --------------------------- | --------------------------- | ---------------------------- | --------------------------------- |
| 일본       | 40천대/160개소 (250대/개소) | ・                          | 200천대/320대소 (625대/개소) | 800천대/900개소 (889대/개소)      |
| 한국       | 10천대/130개소 (77대/개소)  | 67천대/310개소 (216대/개소) | ・                           | ・                                |
| 중국       | 5천대/100개소 (50대/개소)   | ・                          | 50천대/300개소 (167대/개소)  | 1,000천대/1,000개소 (1000개/개소) |

## 비용

### 수소충전소 구축 비용
일반적인 ‘튜브트레일러 방식’ 수소충전소의 경우 설비와 건축/토목 비용을 합하여 약 250만 달러(29억 5천여만 원) 정도가 소요된다. 설비비용의 60% 이상이 압축기, 저장탱크, 디스펜서 (충전기)와 같은 핵심부품이며 대부분 해외 제품에 의존하고 있는 상황.
충전소의 해외 의존 핵심부품은 정부의 기술개발 지원과 기업의 투자로 핵심부품의 국산화율이 높아지면 충전소 구축비용은 낮아질 것으로 보인다. 또한 충전 설비 비용을 낮추기 위해 압축, 저장, 가스제어, 냉각장치와 같은 핵심 설비를 표준화하여 컨테이너 형태로 제품화하는 패키지 충전소와 같은 설계 기술 개발도 이루어지고 있다.

### 대한민국 내 수소충전소 부품의 국산화율
대한민국 수소충전소에 적용되는 부품 국산화율은 약 40~50% 수준이며, 수소충전 설비 구축 비용 절감을 위해서는 압축기, 저장용기, 디스펜서와 같은 핵심 부품의 국산화가 시급한 실정. 수소전기차의 상업화는 활발하게 이뤄지고 있으나, 이에 반해 수소인프라 관련 산업은 실증 단계에 머물러 있어 신뢰성 및 가격 경쟁력이 약한 편이다.
이에 대한민국 정부는 『수소경제 활성화 로드맵』에서 언급한 바와 같이, 압축기, 고압밸브, 저장용기 등
핵심부품과 충전기술 고도화를 통해 2030년까지 수소충전소 국산화율 100% 달성을 목표로 하고 있다.

### 수소충전소 연간 운영비
현재 수소충전소의 연간 운영비는 약 1.5억원~2억원 정도로 추산된다. 아직은 수소전기차 보급 초기 단계이므로 수소충전소의 사업성이 확보되기는 어려운 실정, 운영비용 지원이 절실하다. 일본에서는 정부가 연간 운영비의 50%를 지원해주는 방식으로 수소충전 인프라 확산을 장려해 왔으며 미국에서도 운영비를 지원하고 있다.
대한민국 내에서도 정부는 운영비 지원 정책을 검토 중에 있으며 금액적인 지원 뿐만 아니라, 운영비의 큰 비중을 차지하는 인건비 항목의 절감을 위 위해 CNG/LPG 안전관리책임자와 동일한 자격 조건 적용 및 셀프 충전 허용 등의 법규 개정도 검토하고 있다. 정책적 지원과 함께 수소전기차 보급이 확대되면 수소충전소 운영에 대한 부담도 점차 줄어들 것으로 보인다.